# Sztaba (wyrób hutniczy)

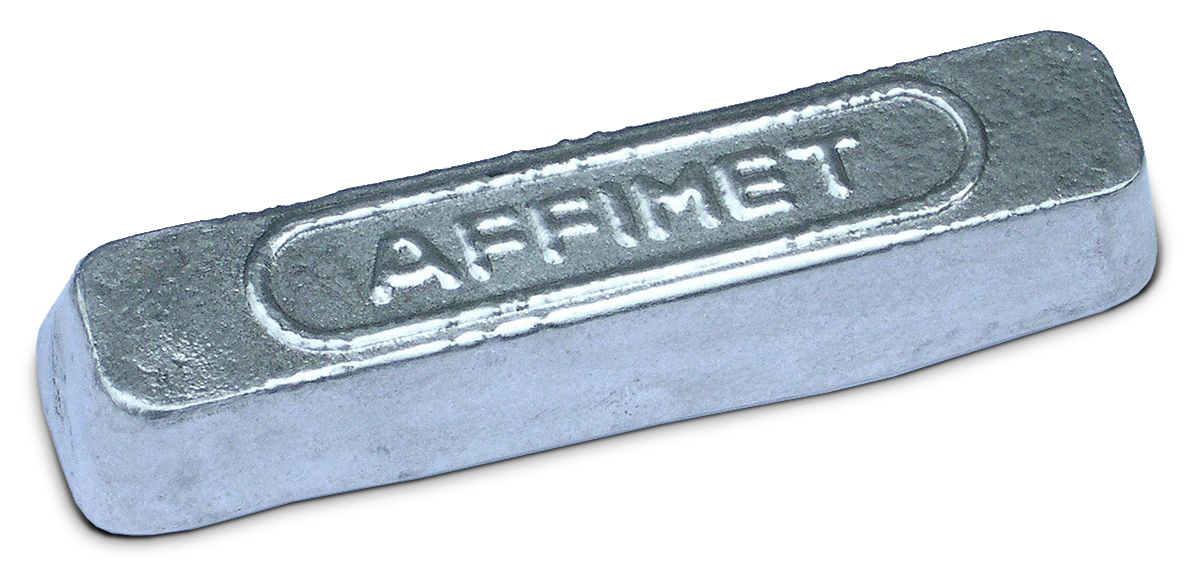
Sztaba aluminium z naniesioną nazwą producenta

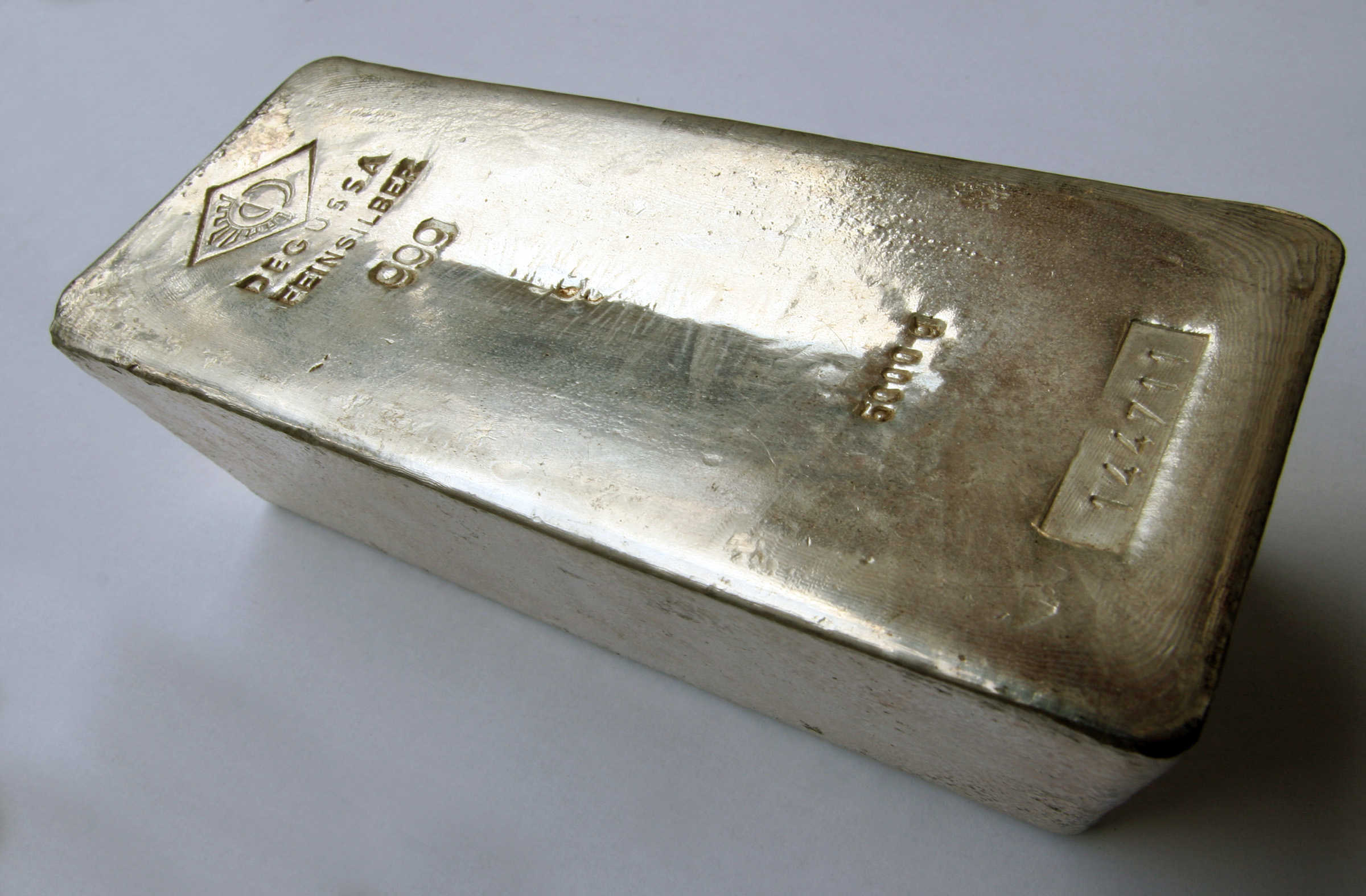
Sztaba srebra o masie 5 kg, z naniesioną próbą

Sztaba (niem. Stab) – wyrób hutniczy o charakterze półproduktu powstający np. w odlewni. Sztaba ma zwykle kształt prostopadłościenny lub do niego zbliżony. Sztaba lub sztabka jest także formą, w jakiej odlewane są metale szlachetne (zob. sztabka złota).
Odlewy w postaci sztab mają długą tradycję – o sztabach wspomniał np. Filon z Bizancjum, żyjący prawdopodobnie w V wieku n.e. Wariantem sztaby jest gąska, pod taką nazwą występują np. podłużne odlewy aluminium lub ołowiu.